# رحلة مشبوهة (فلم)
رحلة مشبوهة فيلم مصري من إنتاج عام 2002. بطولة محمود عبد العزيز وإخراج أحمد يحيى.
الفيلم هو آخر فيلم يخرجه أحمد يحيى،  وهو من أفلام عيد الفطر 1423 هـ.

## قصة الفيلم
تدور أحداث الفيلم حول «صلاح» مهندس معماري شريف يحلم بسكن بسيط يضمه مع خطيبته وأمه. ورغم صعوبة تحقيق هذا الحلم إلا أنه يرفض تقاضي رشوة من خلال عمله في رئاسة الحي فيقوم «العنتبلي» الذي يعمل في مجال المقاولات بتدبير مكيدة له وبالفعل يتم القبض عليه في قضية رشوة يقضي على أثرها خمس سنوات بالسجن ولم يكتفي «سامى» الرئيس المباشر لصلاح بذلك فيقوم بالشهادة ضد «العنتبلى» الذي يدخل السجن هو الآخر.
يتعرف «صلاح» على «حمودة» و«طاهر» مزيف النقود و«شعبان» تاجر المخدرات في السجن وما أن يخرج «صلاح» يحاول الاتصال بـ«سعاد» حبيبته إلا أنها تتنكر ويكتشف انهيار منزله ووفاة والدته فيه فيلجأ إلى «حمودة» الذي يورطه في أعمال مخالفة لللآداب فيلجأ إلى «طاهر» وبالفعل يعمل في ترويج العملات المزيفة إلا أنه يخشى العودة إلى السجن فيتصل بـ«شعبان» الذي يحتويه ويقرضه مبلغ مليون جنيه ومن هنا يدخل «صلاح» عالم رجال الأعمال وبالفعل يصبح من كبار رجال المقاولات فيقرر الانتقام.

## بطولة
- محمود عبد العزيز
- وفاء عامر
- عبد العزيز مخيون
- سعيد عبد الغني
- ممدوح وافي
- جيهان سلامة
- إيمان حمدي
- سامي سرحان
- محمد محمود عبد العزيز
- إحسان القلعاوي
- سعيد طرابيك
- حسني عبد الجليل
- عادل برهام
- عبد الحميد أنيس
- هبة أبو الخير
- سيد حاتم

## فريق العمل
- قصة وإخراج: أحمد يحيى
- سيناريو وحوار: مصطفى محرم
- إنتاج: الشركة المصرية لمدينة الإنتاج الإعلامي
- توزيع: اتحاد الإذاعة والتلفزيون المصري
- مونتاج: عنايات السايس
- موسيقى: جمال سلامة
- مدير التصوير: رمسيس مرزوق

## وصلات خارجية
- مقالات تستعمل روابط فنية بلا صلة مع ويكي بيانات